# Aporum lobulatum
Aporum lobulatum é uma espécie de orquídea epífita de hábito pendente e flores pequenas, que habita a Malásia.